# Station Słowik Przystanek
Station Słowik Przystanek is een spoorwegstation in de Poolse plaats Kielce.